# Hunter Hayes (álbum)
Hunter Hayes é o álbum de estréia do cantor e compositor de música country norte-americano Hunter Hayes. Foi lançado em 11 de outubro de 2011, através da Atlantic Records. Hayes escreveu e co-escreveu todas as canções presentes do disco, além de ter tocado os instrumentos utilizados nas faixas. Em 2013 o álbum foi nomeado para um Grammy na categoria Best Country Album.

## Antecedentes e lançamento
Entre os anos de 2000 e 2008, Hayes lançou cinco álbuns de estúdio, de forma independente. Em 2008 após muda-se para Nashville, Tennessee, Hayes assinou com a editora musical, Universal Music Publishing Group para ser compositor. Após concluir os estudos em 2007 com a idade de 16 anos, ele co-escreveu a canção "Play" da banda Rascal Flatts, presente no álbum Nothing Like This, além de escrito para Montgomery Gentry. Depois disto, mais precisamente em setembro de 2010, Hayes foi apresentado para o presidente da Atlantic Records, Craig Kallman que logo lhe concebeu um contrato. No mesmo mês, o cantor começou a trabalhar em seu primeiro álbum de estúdio - em 2011 ele acabou por revelar que escreveu as faixas do projeto em aproximadamente 10 semanas.
A versão padrão do Hunter Hayes foi lançada em 7 de outubro na Austrália, no Reino Unido, na Irlanda e na Nova Zelândia. Quatro dias depois, o disco começou a ser comercializado nos Estados Unidos, no Canadá e no Brasil. No Japão, veio a ser lançado em 6 de março de 2013 e contém três faixas bônus, mais precisamente as três canções selecionadas como singles: "Storm Warning", "Wanted" e "Somebody's Heartbreak" interpretadas em versões ao vivo.

## Música
Hunter Hayes é um álbum que deriva dos gêneros musicais country, country-pop e teen-pop e suas faixas consistem de baladas e uptempos. Hayes co-escreveu todas as faixas do disco e acabou por afirmar que  "John Mayer, Michael Buble, Stevie Wonder, Keith Urban, Stevie Ray Vaughn e The Beatles fizeram parte do seu desenvolvimento como compositor". Ele também revelou que estudou as composições da compatriota Taylor Swift.
A música inicial "Storm Warning" é uma canção de música country com elementos de pop, cujo tema é um conto adolescente sobre cair na armadilha de uma bela mulher. "Wanted" é uma balada romântica na qual Hayes faz uma declaração de amor para sua amada, afirmando que quer estar ao lado dela independente dos status de relacionamento deles. Outras faixas uptempos incluem a mainstream country "Love Makes Me", a adult pop "Somebody’s Heartbreak", a lúdica elástica "Everybody’s Got Somebody But Me" e a blues-rock "More Than I Should". As demais faixas: "If You Told Me To', "Faith To Fall Back On", "Rainy Season", "Cry With You", "What You Gonna Do" e "All You Ever" são baladas. Tanto "Faith To Fall Back On" quanto "If You Told Me To" são faixas mainstream country "com interseções interessantes como-Keith Urban onde a guitarra obtém espaço para respirar atrás dos vocais", ao passo que "Rainy Season" é conduzida por piano e classificada como soul. "Cry With You" é uma canção baseada em guitarra e contém uma letra triste. Na obra de andamento lento e acústica "What You Gonna Do", o intérprete faz questionamentos a sua parceira, como exemplificando pelo verso: "Quem vai te amar quando você estiver sozinha, diga-me o que você vai fazer quando eu for embora? A última composição, "All You Ever" é uma balada de arrependimento do gênero contemporary country.

## Lista de faixas
| N.º | Título                            | Compositor(es)                           | Duração |  |
| 1.  | "Storm Warning"                   | Hunter Hayes, Gordie Sampson, Busbee     | 3:59    |  |
| 2.  | "Wanted"                          | Hayes, Troy Verges                       | 3:49    |  |
| 3.  | "If You Told Me To"               | Hayes, Liz Rose                          | 3:26    |  |
| 4.  | "Love Makes Me"                   | Katrina Elam, Hayes, Bonnie Baker        | 3:20    |  |
| 5.  | "Faith to Fall Back On"           | Hayes, Barry Dean                        | 3:08    |  |
| 6.  | "Somebody's Heartbreak"           | Andrew Dorff, Luke Laird, Hayes          | 3:49    |  |
| 7.  | "Rainy Season"                    | Hayes, Elam, Baker                       | 5:08    |  |
| 8.  | "Cry with You"                    | Dean, Hayes                              | 3:48    |  |
| 9.  | "Everybody's Got Somebody but Me" | Dave Brainard, Hayes, Jennifer Zuffineti | 2:40    |  |
| 10. | "What You Gonna Do"               | Hayes                                    | 4:48    |  |
| 11. | "More Than I Should"              | Rivers Rutherford, Hayes, Jeremy Stover  | 3:15    |  |
| 12. | "All You Ever"                    | Hayes, Sam Ellis                         | 3:36    |  |

| Edição japonesa: faixas bônus |                                   |                        |         |  |
| N.º                           | Título                            | Compositor(es)         | Duração |  |
| 13.                           | "Storm Warning" (ao vivo)         | Hayes, Sampson, busbee | 5:28    |  |
| 14.                           | "Wanted" (ao vivo)                | Hayes, Verges          | 4:06    |  |
| 15.                           | "Somebody's Heartbreak" (ao vivo) | Hayes, Dorff, Laird    | 5:34    |  |
| Duração total:                | Duração total:                    | Duração total:         | 59:54   |  |

## Divulgação
A divulgação do álbum teve início antes mesmo do lançamento, quando o artista no final de abril de 2011 embarcou em uma tour radiofônica que durou 10 dias, onde ela apresentou todas as faixas do disco. Hayes fez uma série de aparições públicas em função de promover o Hunter Hayes pelos Estados Unidos. "Storm Warning" não recebeu divulgação semelhante como os trabalhos precedentes. O artista apresentou a segunda canção de trabalho "Wanted" em 28 de setembro de 2012 no programa televisivo norte-americano Late Night With Jimmy Fallon. No mês seguinte, em 22 de outubro, Hayes apresentou a canção no programa The Ellen DeGeneres Show. "Wanted" ainda foi apresentada no Grammy Awards de 2013, quando Hayes fez uma introdução à apresentação de Carrie Underwood. As faixas do disco foram interpretadas em dois festivais musicais, no CMA Music Festival e no Taste of Country Music Festival, ambos em junho de 2013. Em 20 de junho de 2013, ele apresentou os singles "Wanted" e "Somebody's Heartbreak", bem como o da reedição "I Want Crazy" no programa norte-americano The Today Show.

### Mini-digressão
Para promover o disco, Hayes embarcou na mini-digressão Most Wanted Tour com 15 datas pelos Estados Unidos que veio a ter seus ingressos esgotados. Com início em 8 de outubro de 2011 em Beaumont no Texas, consistiam do cantor e sua banda executando as canções do Hunter Hayes e reinterpretações diversas. Ao ser analisado, o concerto veio a receber uma avaliação favorável, no qual Hayes foi chamado de pacote completo, destacando sua voz e a sua capacidade de reproduzir vários instrumentos.

### Digressão
Em 4 de junho, 24 datas da Let's Be Crazy Tour foram anunciadas, sendo todas nos Estados Unidos. A digressão será  a 12° elaborada pela Country Music Television que já trabalhou com outros artistas country's como Miranda Lambert, Luke Bryan, Jason Aldean, Keith Urban e Brad Paisley. Iniciados em 10 de outubro de 2013 em Knoxville, os eventos — abertos pela artista compatriota Ashley Monroe — incluem 21 cidades e 24 apresentações, com termino marcado para 7 de dezembro seguinte em Kansas City.

## Singles
A canção "Storm Warning" serviu como primeiro single de divulgação. Foi descrita como "leve e arejada, alegre e cativante" pela crítica especializada e entrou nas paradas norte-americanas; situando-se na 14ª posição do Hot Country Songs e na 78ª da parada padrão. A música foi autenticada como ouro pela Recording Industry Association of America (RIAA). O vídeo musical para canção estreou em abril de 2011 e foi dirigido por Brian Lazzaro. O teledisco mostra cenas de Hayes tocando vários instrumentos musicais, dentre eles, estão a guitarra, o tambor e o banjo. A segunda canção selecionada como single, "Wanted", fez de Hayes o artista solo mais jovem a liderar a tabela Hot Country Songs, além de ficar na décima sexta da Billboard Hot 100 - onde passou um total de 46 semanas no periódico e vendeu mais de 3 milhões de cópias - e na 27ª na Canadian Hot 100. A faixa acabou por ser autenticada como disco de platina tripla pela Recording Industry Association of America (RIAA) e dupla platina pela Music Canada (MC). Uma gravação audiovisual correspondente à "Wanted" foi orientado pela equipe BirdMachineBird (formada por Patrick Hubik e Traci Goudie). Foram feitas poucas apresentações ao vivo para a composição, incluindo no programa televisivo norte-americano Late Night With Jimmy Fallon, onde Hayes fez sua estreia na televisão estadunidense, e a no The Ellen DeGeneres Show.
Escolhida para dar continuidade à divulgação de Hunter Hayes, "Somebody's Heartbreak", foi adicionada às listas das rádios estadunidenses em 22 de outubro de 2012. Recebeu revisões geralmente positivas da mídia especializada, que definiram que a canção combina a sensibilidade pop de "Storm Warning" com a paixão e o poder de "Wanted". Teve como pico as sétima, 54ª e 68ª no Hot Country Songs, Billboard Hot 100 e Canadian Hot 100, respectivamente. Em 2013 a Recording Industry Association of America (RIAA) atribuiu um galardão de ouro pelas vendas superiores a 500 mil cópias.

## Recepção pela crítica
| Críticas profissionais | Críticas profissionais |
| Avaliações da crítica  | Avaliações da crítica  |
| Fonte                  | Avaliação              |
| ---------------------- | ---------------------- |
| AllMusic               | [ 36 ]                 |
| Roughstock             | [ 37 ]                 |
| Taste of Country       | [ 38 ]                 |

Stephen Thomas Erlewine do site Allmusic, classificou o álbum com três estrelas e meia de uma escala que vai até cinco, afirmando que o trabalho não é tão desengonçado e não afetado como qualquer um dos registros de Taylor Swift, mesmo aquele em que ela está lutando com o que significa ser uma estrela, mas ele pode ocultar seus cálculos com calma, mergulhando o dedo em um Jason Mraz-denominado cantando junto, apenas o suficiente de um interruptor para sugerir que ele poderia passar, mas não o suficiente para sugerir que ele é inquieto. Billy Dukes do Test of Country, deu ao disco quatro de cinco estrelas, escrevendo: Hunter Hayes escreveu, produziu e tocou todos os instrumentos em seu álbum de estréia. Isso é um feito impressionante para um garoto-de-20-anos, mas muitos que o conhecem não esperaria nada menos deste prodígio e até músico promissor. Temos muito que aprender sobre Hayes durante músicas como "Somebody's Heartbreak" e "What You Gonna Do", seu perfeccionismo sobre o projeto podem ser um vislumbre mais revelador em sua personalidade. O redator ainda comentou que às vezes as 12 canções parecem ser de plástico, e a falta de participantes deixa uma homogeneidade tonal.

## Desempenho comercial
Hunter Hayes fez a sua estreia nas tabelas de sucesso pela Billboard 200 em território norte-americano ao atingir o número dezoito na edição de 20 de agosto de 2011. Na mesma data, ficou na quarta colocação da Billboard Country Albums. Em 2012, foi o centésimo quarto disco estadunidense mais bem-sucedido e o 22.º do gênero country. A obra veio a superar os picos de estreia na edição de 20 de fevereiro de 2013 após vender 33 mil cópias e conseguir as posições de número 17 e 3 na Billboard 200 e Billboard Country Albums, respectivamente. Quatro meses depois, com o lançamento da reedição o trabalho veio a superar novamente os picos conquistados anteriores, desta vez situou-se na sétima posição da Billboard 200 e na primeira colocação da Billboard Country Albums; nesta última tornou-se o álbum que mais tempo demorou para alcançar o cume, após passar 89 semanas na tabela, ultrapassando as 51 semanas por Wide Open Spaces de Dixie Chicks em 1999. A Recording Industry Association of America (RIAA) certificou o projeto com disco de ouro com distribuições acima das 500 mil cópias. Em 26 de junho de 2013, tinha vendido no país mais de 832 mil unidades.
No Reino Unido, estreou no décimo sexto lugar da Country Artist Albums na edição de 5 de janeiro de 2013 na lista publicada pela The Official Charts Company; sendo que o pico foi na sexta colocação em 2 de março seguinte. No Canadá, o álbum só figurou na parada depois do lançamento da reedição ao entrar na décima segunda situação da Canadian Albums Chart em 26 de junho de 2013. O trabalho de originais foi certificado pela Music Canada com ouro pelas mais de 40 mil cópias comercializadas.
| Parada                                    | Melhor posição |
| ----------------------------------------- | -------------- |
| Canadá (Canadian Albums Chart)            | 12             |
| Estados Unidos (Billboard 200)            | 7              |
| Estados Unidos (Billboard Country Albums) | 1              |
| Reino Unido (UK Country Albums)           | 6              |

| País           | Associação   | Certificação | Vendas   |
| -------------- | ------------ | ------------ | -------- |
| Estados Unidos | RIAA         | Ouro         | 500.000+ |
| Canadá         | Music Canada | Ouro         | 40.000+  |

### Tabelas de fim-de-ano
| Tabela musical (2012)                     | Posição |
| ----------------------------------------- | ------- |
| Estados Unidos - Billboard 200            | 107     |
| Estados Unidos - Billboard Country Albums | 22      |